# Бартоли, Маттео Джулио
Матте́о Джу́лио Ба́ртоли (итал. Matteo Giulio Bartoli; 22 ноября 1873, Альбона, Королевство Италия — 23 января 1946, Турин, Королевство Италия) — итальянский лингвист из Истрии. Он учился в Венском Университете и преподавал в университете Турина с 1907 г. до самой смерти.
Его работа, посвящённая далматинскому языку, Das Dalmatische (2 vol. 1906) — единственное полное описание этого ныне умершего языка. Работа была написана на итальянском языке, а позже переведена и издана на немецком. При написании использовались данные, полученные в 1897 году от последнего носителя далматинского языка, умершего в 1898 г.
Его другие работы: Introduzione alla neolinguistica («Введение в неолингвистику», 1925); Saggi di linguistica spaziale («Эссе по пространственной лингвистике», 1945)